# Laure Moghaizel
Laure Moghaizel (en árabe:لور مغيزل) o Laure Nasr ( 21 de abril de 1929 - 1997) fue una abogada libanesa y destacada defensora de los derechos de las mujeres. Laure fue galardonada con la reconocida Orden Nacional del Cedro (Comandante), una medalla en reconocimiento a su gran labor social y pública. Moghaizel fue miembro fundador de muchas organizaciones, incluido el Partido Democrático del Líbano, la Asociación Libanesa para los Derechos Humanos y Bahithat.

## Biografía
Laure Moghaizel nació el 21 de abril de 1929 en Hasbaya, Líbano. Tanto su padre, Nasib Salim Nasr, como su madre Labiba Saab fueron considerados progresistas en ese período de tiempo. Laure recibió su educación secundaria en la Escuela Nacional de Aley, donde se le impartían clases de árabe secular. Tras su traslado a Beirut continuó sus estudios en Besançon, una de las escuelas más prestigiosas del momento en la región.
Continuó su educación en el Instituto de Estudios Orientales de la Universidad de San José donde obtuvo el título de filosofía árabe y posteriormente de derecho. Fue en 1949, durante su primer año de derecho, cuando Moghaizel comenzó a conocer a otras mujeres de ideas afines, muchas de las cuales fueron pioneras de los derechos de las mujeres en el Líbano. Entre ellas destacaba,  Laure Tabet, Mirvat Ibrahim y Najla Saab. Moghaizel desde una edad temprana se involucró con el movimiento feminista y luchaba por los derechos de las mujeres. Es en la universidad Saint Joseph donde conoce a su futuro esposo, Joseph Moghaizel, durante una manifestación nacional de estudiantes. Laure y Joseph, ambos católicos cristianos , se casaron en 1953. Tuvieron 5 hijos: Nada, Fadi, Jana, Amal y Naji, quienes la describen como "una madre muy devota". Moghaizel creó un ambiente hogareño para su familia donde se fomentó el diálogo abierto y se respetaron las opiniones. Su hijo menor, Naji Moghaizel, nació con Síndrome de Down , y es una de las razones por las que Laure y Joseph se involucraron en movimientos para apoyar a los discapacitados. Una de sus hijas, Jana Moghaizel, se educó como lingüista en la Sorbona y en una visita a su casa familiar en Beirut en 1986 fue asesinada en las escaleras del edificio de sus padre, siendo una de las víctimas de la Guerra Civil Libanesa. Tras la muerte de su hija, los Moghaizel se concentraron más profundamente en su trabajo. Laure se vistió de negro durante toda su vida para llorar la muerte de Jana. Joseph Moghaizel falleció en 1995 a los 42 años de matrimonio y por su parte Laure, tras dos años de enfermedad, falleció en su casa el 25 de mayo de 1997 con 68 años.

## Carrera política
Laure se unió al Partido Falanges Libanesas y a los 19 años fue elegida secretaria del comité del partido y en 1952 se convirtió en su presidenta. Desde sus comienzos en el partido, concentró las acciones del comité en aumentar la conciencia política y la participación de las mujeres libanesas. Moghaizel fue seleccionada en 1949 para convertirse en la primera representante del Partido en la "Asociación de Solidaridad de la Mujer". Esta asociación fue fundada en 1947 y estaba compuesta por representantes de mujeres de veinte organizaciones cristianas en todo el Líbano, miembros de la élite y la alta burguesía. Los objetivos principales de la asociación eran ayudar a los pobres y necesitados, reformar las condiciones de las cárceles y mejorar el nivel de vida de las mujeres. Las organizaciones de caridad habían existido en el Líbano desde principios de 1800 y se habían concentrado en aumentar la participación de las mujeres en la vida pública a través de la educación y la formación profesional.
A principios del siglo XIX, las mujeres de élite estaban ampliamente involucradas en organizaciones filantrópicas siendo éstas una oportunidad para participar en la vida pública sin violar las normas y expectativas sociales. Tras la independencia del Líbano del mandato francés en 1943, los avances iniciales en los derechos de las mujeres libanesas fueron llevados a cabo por dos grandes grupos de defensa, la Unión de Mujeres Libanesas, fundada en 1920 para reunir a nacionalistas árabes e izquierdistas; y la Asociación de Mujeres Solidarias Cristianas (CWSA), a la que pertenecía Laure. Como joven miembro de la CWSA, Laure trató de lograr que los dos grupos combinaran sus esfuerzos en la búsqueda de los derechos de las mujeres. En 1950, convenció a los líderes de ambos campos para participar en una conferencia sobre mujeres que organizó a través del partido falangista. El vértice de los éxitos de la conferencia fue la formación de un comité ejecutivo conjunto para el sindicato y la asociación.
El comité ejecutivo conjunto formó en 1952 una organización denominada el Consejo de Mujeres Libanesas, que sigue siendo hasta día de hoy una fusión representativa de más de 170 organizaciones de mujeres. Este consejo luchó por la obtención de derechos de sufragio para todas las mujeres libanesas, hecho que se logró el 18 de febrero de 1953 mediante un decreto. Posteriormente, el Consejo lanzó una campaña para reformar el prejuicio contra las mujeres en las leyes de herencia, que se logró parcialmente en 1959, para las mujeres cristianas y algunas mujeres musulmanas.
En 1960, el Consejo obtuvo otra victoria al persuadir al Parlamento de eliminar una ley que obligaba a las mujeres a renunciar a su ciudadanía libanesa al casarse con hombres extranjeros. Y en 1974, los miembros lograron eliminar las restricciones burocráticas sobre el derecho de las mujeres a viajar sin el consentimiento por escrito de sus esposos. Como miembro solidario del partido falangista, Joseph abogó por las iniciativas del Consejo y publicó artículos para reunir el apoyo público y político para los derechos de las mujeres. Laure y Joseph avanzaron juntos en el Partido Falanges Libanesas, convirtiéndose en los miembros más jóvenes en su comité político nacional hasta que, en 1958, ambos abandonaron el partido debido a que se negaron a luchar contra sus compatriotas musulmanes en el conflicto que surgió ese mismo año entre cristianos y musulmanes. Diez años después de su renuncia al Partido, los Moghaizel unieron esfuerzos con otros seis compañeros para fundar el Partido Demócrata en 1970. Sin embargo, el partido, junto con varias otras asociaciones políticas, se retiraron en la víspera de la guerra civil en 1975. En su corta vida útil, el partido defendió e implementó la igualdad de derechos y oportunidades para hombres y mujeres. Laure explica que "las mujeres y los hombres participaron en la construcción de este partido y creyeron en la igualdad absoluta entre todos sus miembros". Fue el primer partido político libanés en elegir a tres mujeres para su junta de siete miembros. 

### Actividad durante la Guerra Civil Libanesa
Laure Moghaizel adoptó una postura valiente durante la guerra que debe tenerse en cuenta: trató de crear un movimiento de resistencia no violento que permitiera a los cristianos y musulmanes libaneses unirse y expresar su negativa a ser segregados por motivos de religión u origen étnico. Desde el comienzo de la guerra, Laure y Joseph insistieron en encontrar un "tercer poder" para socavar el conflicto entre los dos bloques sectarios y hablar en nombre de la mayoría silenciosa. Para ello organizó la Marcha por la Paz el 6 de marzo con la Universidad Americana del Líbano, donde ella junto a veintidós personas más formaron un movimiento para apoyar las manifestaciones sindicales, además de organizar una reunión en frente del parlamento. Este movimiento llevó a cabo otra campaña llamada "El Documento de Paz Civil" que recolectó 70,000 firmas de ciudadanos libaneses que estaban en contra de la guerra. Si bien esto podría no haber ayudado a detener la guerra, recuerda "nos ayudó a superar la guerra", en su entrevista en 1995 con Hania Osserian. Joseph y Laure motivados por estas convicciones políticas y legales, el 29 de octubre de 1985, establecieron la Asociación Libanesa para los Derechos Humanos (LAHR), que Joseph dirigió hasta su muerte. La misión de LAHR era combatir las violaciones de los derechos humanos y defender a las víctimas de la guerra libanesa. LAHR adelantó una serie de reformas legales para los derechos de las mujeres, incluido su mayor logro al instar al gobierno libanés a adoptar la Declaración Universal de Derechos Humanos. Mientras tanto, Laure se convirtió en un organizador clave de varias iniciativas destinadas a poner fin a la guerra civil. La guerra subrayó la urgencia de crear una política nacional para involucrar a las ciudadanas en la vida pública. Esta política, según Laure, constituyó un punto de partida para que las mujeres practicaran sus derechos y responsabilidades de ciudadanía y se unieran al estado y otras organizaciones civiles para rescatar al país del desastre de la violencia.  
El modelo de activismo inclusivo de Laure demostró ser una solución viable y adecuada en el contexto cultural del Líbano. Primero, y como se refleja en su vida y matrimonio con Joseph, Laure Moghaizel no percibió un conflicto entre su papel como madre y esposa, por un lado, y su devoción por los derechos de las mujeres y el activismo por el otro. Abogó por tratar a las mujeres y los hombres como ciudadanos con los mismos derechos y responsabilidades.
Laure creía que las mujeres, como ciudadanas responsables, tienen un interés en decidir sus destinos: “Debido a que constituimos la mitad de los votos electorales, debemos expresar nuestra opinión en un sistema republicano democrático votando. Nuestros puntos de vista son saludables y adecuados porque abordan las necesidades de la vida tal como las conocemos; particularmente porque concebimos la vida y le damos forma". Además, Laure junto a su esposo abordaron los derechos de las mujeres como una cuestión de trato igualitario y justo para todos los ciudadanos. Laure declaró que "Nada justifica someter a las mujeres a la discriminación legal. Nada impedirá o restringirá a las mujeres de sus derechos humanos que deberían disfrutar y practicar plenamente”. Ambos trabajaron a través de la Asociación de Derechos Humanos para responsabilizar al gobierno libanés por respetar y adoptar los tratados internacionales de derechos humanos. Estos tratados, afirmaron, se aplicaban a todos los seres humanos independientemente de su sexo. Para hacer cumplir este punto, el 27 de junio de 1990, una delegación de la asociación visitó al primer ministro y propuso incluir una cláusula en la nueva constitución libanesa para enfatizar el compromiso del Líbano con la Declaración Internacional de Derechos Humanos. El estado adoptó la recomendación de la asociación y otorgó la supremacía a los tratados internacionales sobre la ley libanesa.   

### Labor de Laure tras la Guerra Civil
La actividad posterior de Moghaizel se extendió más allá de las leyes nacionales que afectaban a las mujeres y todo ello para fortalecer la aplicación de los tratados internacionales en el Líbano. En 1990, trabajó en estrecha colaboración con la Asociación Libanesa de Derechos Humanos para presionar al gobierno a adoptar una cláusula constitucional que volviera a comprometer a la nación a defender la Declaración Universal de Derechos Humanos (DUDH) , que el Líbano adoptó técnicamente en 1948. La cláusula fue un precedente clave en el Líbano de que las normas humanitarias internacionales deben reemplazar el derecho nacional. Este precedente allanó el camino más tarde cuando el gobierno libanés adoptó la Convención sobre la eliminación de todas las formas de discriminación contra la mujer (CEDAW) en 1996. Por lo tanto, colaborar a la adopción de la CEDAW en el Líbano se considera otra de las grandes contribuciones de la pareja Moghaizel a los derechos humanos y de las mujeres.
El trabajo de Laure Moghaizel en la creación de la Asociación Libanesa de Derechos Humanos en 1985 es considerado como el mayor logro de su carrera. La Asociación logró mejorar el acceso a los derechos humanos básicos para los ciudadanos libaneses. Al establecer precedentes influyentes a través del sistema judicial, la asociación amplió los derechos de las mujeres en el Líbano, especialmente en relación con los negocios. La adopción de la CEDAW por parte del Líbano fue otro gran logro asociado con los Moghaizel. Sin embargo, los logros de Laure Moghaizel son vistos críticamente por ciertos académicos en el contexto de su vida personal, particularmente su matrimonio y su familia. La presencia de Joseph en la vida de Laure puede verse simultáneamente como una bendición y un factor restrictivo que sientan un precedente para el futuro activismo social en el Líbano. Sus contribuciones al feminismo, por lo tanto, son consideradas por los críticos como un marco para promover los derechos de las mujeres en las sociedades en desarrollo que también limita el alcance del posible cambio social.

## Logros
A través de la Asociación Libanesa para los Derechos Humanos (LAHR), los Moghaizel hicieron una campaña exitosa para eliminar los castigos legales por la venta o el uso de anticonceptivos en 1983. También solicitaron al estado que estableciera 64 años como edad de jubilación para hombres y mujeres (anteriormente, las mujeres fueron obligadas a jubilarse a los 55 años y los hombres a los 60). Las reformas adicionales que Laure y Joseph ayudaron a introducir a través de la asociación incluyeron otorgar a las mujeres el derecho a ser testigos en contratos inmobiliarios (1993); el derecho de las mujeres no musulmanas a obtener herencia en 1959; el derecho de las mujeres a mantener su nacionalidad después del matrimonio en 1960; el derecho a moverse libremente sin el permiso de su esposo en 1974; la misma edad de jubilación que los hombres en 1987; el derecho a trabajar en el campo del comercio y la capacidad de las diplomáticas de casarse con un extranjero sin ser convocadas a la administración local en 1994; y la capacidad de las mujeres casadas con respecto a los contratos de seguro de vida en 1995. En 1996, Moghaizel también convenció al Líbano de ratificar la Convención sobre la eliminación de todas las formas de discriminación contra la mujer. Laure y Joseph lucharon por eliminar los crímenes de honor, que siguen siendo un grave problema social que afecta a parte de Oriente Medio.